# Mambo (Steve Aoki, Willy William e Sfera Ebbasta)
Mambo è un singolo del DJ statunitense Steve Aoki, del cantante Willy William e del rapper italiano Sfera Ebbasta, pubblicato il 1º febbraio 2021.

## Classifiche
| Classifica (2021) | Posizione massima |
| ----------------- | ----------------- |
| Italia            | 91                |